# WGRZ
WGRZ est une station de télévision américaine située dans la ville de Buffalo, dans l'État de New York, affiliée au réseau de télévision NBC.

## Télévision numérique terrestre
| Canal virtuel | Image | Ratio | Programmation                             |
| ------------- | ----- | ----- | ----------------------------------------- |
| 2.1           | 1080i | 16:9  | Programmation principale WGRZ-TV / NBC HD |
| 2.2           | 480i  | 16:9  | Antenna TV                                |
| 2.3           | 480i  | 4:3   | Justice Network (en)                      |
| 2.4           | 480i  | 16:9  | Quest (en)                                |